# Земля Кайзера Вільгельма
Земля Кайзера Вільгельма (нім. Kaiser-Wilhelmsland) — частина Німецької Нової Гвінеї (нім. Deutsch-Neuguinea) на півдні Тихого океану. Розташована на півночі сучасної Папуа Нової Гвінеї. Названа на честь німецького імператора (кайзера) Вільгельма I, який володарював між 1871 та 1888 роками.

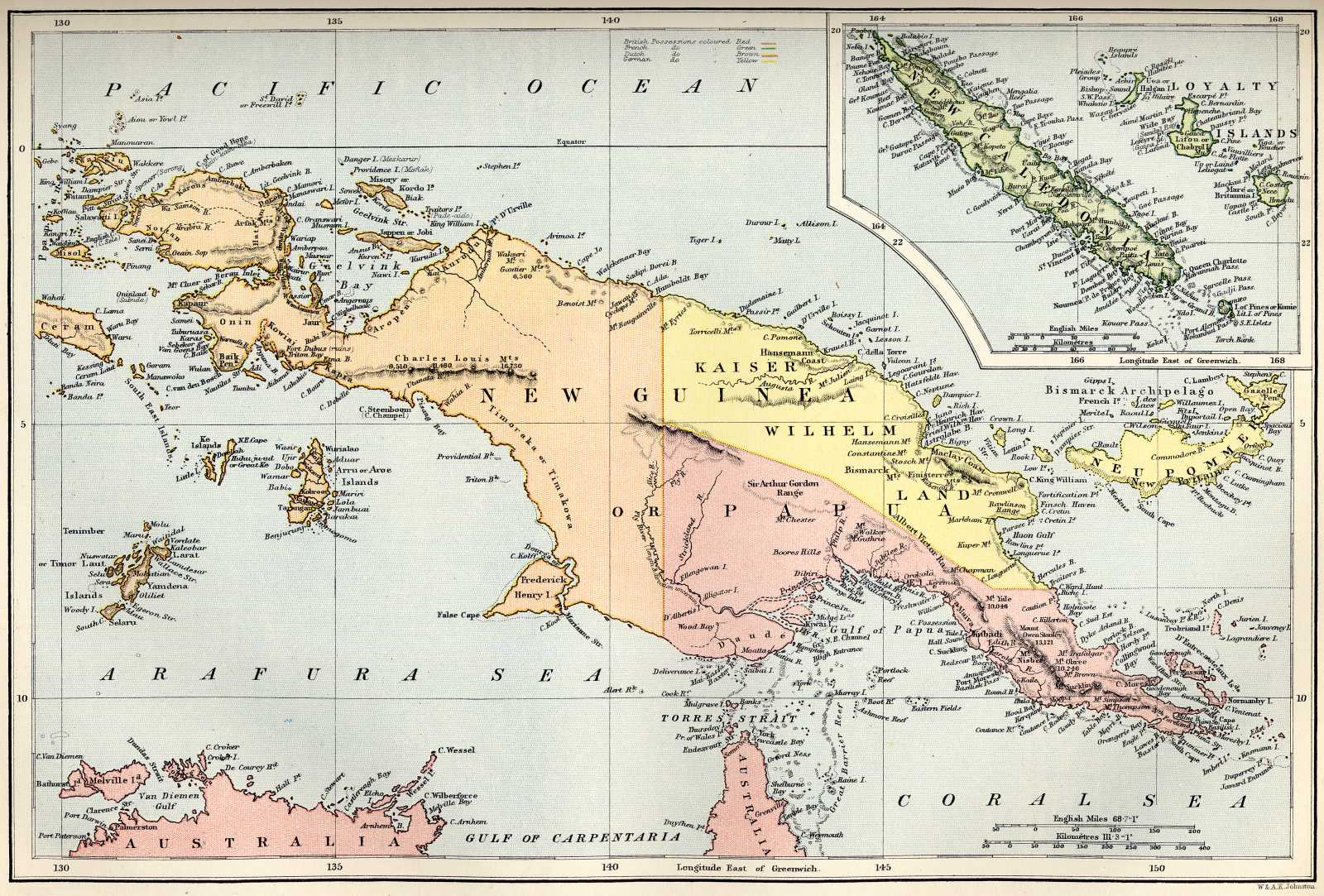
Поділ острова Нова Гвінея після 1884 року.

3 листопада 1884 року, під егідою німецької Новогвінейської компанії (нім. Neuguinea-Kompagnie), німецький прапор було піднято над північно-східною частиною острова Нова Гвінея. Територія була протекторатом (нім. Schutzgebiet) Німецької імперії між 1884 та 1920 роками. Земля Кайзера Вільгельма, архіпелаг Бісмарка (включаючи Новий Мекленбург і Нову Померанію), північні Соломонові острови, Каролінські острови, Палау, Науру, Маріанські острови та Маршаллові острови складали Німецьку Нову Гвінею.
Більшість німецьких поселенців були власниками плантацій, шахтарями чи урядовими функціонерами. Кількість європейських поселенців, у тому числі ненімців, ніколи не була дуже високою. 1885 року лютеранські та католицькі конгрегації направили духовенство для створення місій, які мали помірний успіх у корінних народів.
1914 року імператорський німецький уряд здійснив експедицію для вивчення та складання карти внутрішньої частини протекторату, хоча лютеранські місіонери часто були першими європейцями, хто досліджував внутрішні території та вивчав різну фауну та флору.

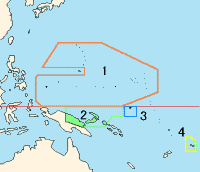
Тихоокеанський мандат Ліги Націй
1. Південний Тихоокеанський мандат
2. Мандат Нової Гвінеї
3. Мандат Науру
4. Трастові території Західного Самоа

Після початку Першої світової війни австралійські війська швидко підкорили німецький протекторат (з вересня по листопад 1914 року), і він потрапив під австралійське військове управління. З 1920 року британський домініон Австралійський Союз керував Землею Кайзера Вільгельма як частиною Території Нова Гвінея, підмандатної території Ліги Націй.